# Debre Markos
Debre Markos (starog imena Mankorar) je grad i woreda u središnjoj Etiopiji. Smješten je u zoni Misrak Godžam u regiji Amhari. Grad je ime dobio po svojoj katedrali Debre Markos koja je izgrađena 1869. godine i posvećena sv. Marku. Do reorganizacije pokrajine Godžam 1995. koja je uslijedila nakon usvajanja novog ustava Etiopije, Debre Markos bio je glavni Pokrajine Godžam.
Grad ima zračnu luku (ICAO kod HADM, IATA DBM).

## Povijest
Debre Markos bio je sjedište neguša Tekle Hajmanota od Godžama za vrijeme njegove vladavine krajem 19. stoljeća. Veliki poznavatelj etiopske povijesti Richard Pankhurst navodi da se je tad broj stanovnika Debre Markosa "kretao od 40.000 (20.000) do svega 5.000 -6.000, to je ovislo o tome dali je neguša sa svojom vojskom u gradu ili na vojnom pohodu. 
Njegovu palaču obnovio je njegov sin Haile Tekle Hajmanot 1926. u europskom stilu. Debre Markos je 1935. godine imao poštu, telegraf i telefon.
Talijani su okupirali Debre Markos 20. svibnja 1936. Ubrzo je Godžam postao sjedište etiopskih partizanskih jedinica, tako da je grad uz neposrednu okolicu bio jedini dio Godžama gdje su Talijani stvarno imali vlast 1938. General Ugo Cavallero, je s gorovo šezdeset tisuća vojnika i uz potporu zrakoplova i tenkova, pokušao bezuspješno slomiti otpor u svibnju te godine. Grad su oslobodile britanske jedinice uz podršku lokalnih partizana (arbenjoka)  3. travnja 1941.
Debre Markos dobio je srednju školu 1957., to je bila jedna od prvih pokrajinskih škola u zemlji (od 9), te električnu struju 1960.
U Debre Markosu je u siječnju 2007. počela izgradnja tvornice za proizvodnju prvih trolejbusa na 43 km², to je zajednički rusko-etiopski projekt,  tvornica će proizvoditi do 500 trolejbusa godišnje za i zaposliti oko 5.000 radnika.

## Stanovništvo
Prema podacima Središnje statističke agencije Etiopije za 2005. Debre Markos je imao 85,597, od toga je 43,229 bilo muškaraca i 42,368 žena. Woreda Debre Markos ima 21.53 km², i gustoću naseljenosti od 3,975.70 1 km². 
Tri najveće etničke skupine u gradu i woredi su Amharci (97.12%), Tigré (1.29%) i Oromci (0.67%), sve ostale etničke grupe imaju 0.92% stanovnika. Najveći broj stanovnika Debre Markosa su vjernici Etiopske tevahedo crkve njih 97.25%, 1.88% su muslimanima, te 0.81% protestanti.